# SILKYPIX
SILKYPIX（シルキーピックス）は、市川ソフトラボラトリーが開発・発売している、RAW画像現像処理ソフト及びそのシステムを使った製品のブランド名である。

## 概要
初版は2004年と、デジタルカメラメーカー純正のソフトウェアを除けば歴史は古く、サードパーティ製のRAW現像ソフトの定番として人気を博した。
その後、Adobe LightroomやApple Aperture等大手の参入によりシェアを落とすが、現在でもサブスクリプション方式のソフトウェアに抵抗がある層や、国産のソフトウェアを好む層、あるいは単純に色作りの好み等により一定の人気を博す。
初期の時代には他に類似のソフトウェアが殆ど無いこともあって、マシンに高負荷がかかるソフトとしても知られ、「ドスパラ」を運営するサードウェーブからはSILKYPIX公認のハイスペックPCがリリースされているほどであったが、近年ではCPUの処理能力が上がったこともあって一般向けの機種でも快適に動作し、他の同種のソフトウェアに比べて特別高負荷ということはない。
「SILKYPIX RAW Bridge」と呼ばれる機構によりJPEGやTIFFの画像データを内部で拡張し、RAW現像と同等の感覚でレタッチを施すことが可能となっている、水中写真に特化した補正パラメータを持つ（以前はSILKYPIX Marine Photography Proとして別売であったが機能統合された）、国産ソフトならではの日本人に合わせた肌色補正等、個性的な機能が多いことが特徴。
販売形態としてはダウンロード販売のほか、パッケージ販売も行われている。最新版は試用が可能な他、以前は機能を限定した無料版も配布されていた。また、純正のRAW現像ソフトを開発する方針を持たないデジタルカメラメーカー（FUJIFILM、Panasonic等）が、本製品の対応機種を自社製品に限定したバージョンを添付するケースもある。
アップグレード開発・発売時期はPro6までは常にMacintoshバージョンがWindowsバージョンの半年から1年後であったが、近年は同時発売となっている。

## 製品一覧

### 現在展開中のバージョン
SILKYPIX Developer Studio
通常版。
SILKYPIX Developer Studio Pro
当初はSILKYPIX Developer Studio Ver.3に対する上位バージョンとして、2008年10月21日にベータ版が公開された。発売時期やメーカー添付バージョンがこちらをベースにしたものになっていることから、現在ではこちらが主力のバージョンと考えられる。
| バージョン | Pro版                                  | Pro版                                      | 無印版                                | 無印版             |
|            | ダウンロード版発売日                   | パッケージ版発売日                         | ダウンロード版発売日                  | パッケージ版発売日 |
| 11         | 2021年12月9日(Win) 2022年1月27日(Mac)  | 2022年3月15日                              | 2021年12月9日(Win) 2022年1月27日(Mac) | なし               |
| 10         | 2020年2月19日                          | 2020年6月26日                              | 2020年6月17日                         | なし               |
| 9          | 2018年9月19日                          | 2019年2月1日                               | 2019年1月17日                         | なし               |
| 8          | 2017年2月16日                          | 2017年6月16日                              | 2017年6月13日                         | なし               |
| 7          | 2015年12月15日                         | 2016年3月24日                              | 2016年3月9日                          | 2016年5月20日      |
| 6          | 2013年12月19日(Win) 2014年6月30日(Mac) | 2014年10月10日                             | 2014年12月2日                         | 2015年3月13日      |
| 5          | 2011年7月4日(Win) 2012年6月22日(Mac)   | 2011年11月11日(Win) 2012年8月31日(Win/Mac) | なし                                  | なし               |
| 4          | 2009年4月15日(Win) 2009年11月24日(Mac) | 2010年3月11日(Win)                         | 2009年4月15日(Win)                    | 2009年6月9日(Win)  |

SILKYPIX JPEG Photography
SILKYPIX RAW Bridgeの機能をメインの機能に据え、JPEG画像の処理に特化したバージョン。
レタッチにSILKYPIXの技術が応用されており、差別化のため同社では「JPEG現像ソフト」と呼んでいる。

### 過去に展開されていたバリエーション
RAW FILE CONVERTER powered by SILKYPIX
富士フイルム社製のデジタルカメラにバンドルされているもので、現像に必要な最低限の機能に制限したもの。
デジタルカメラの機種によっては EX や LE などが付く場合がある。
SILKYPIX Marine Photography Pro
水中写真の処理に特化したバージョン。水中での色かぶりを修正し、適切な色の再現を行う。
SILKYPIX RAW SDK
SILKYPIXのRAW現像エンジンを他の画像処理ソフトに組み込むための開発キット。
SILKYPIX 画像復活.com
メモリカード上に存在していた、消去してしまった画像を復元することができるWebサービス。

### SILKYPIXのエンジンを組み込んだソフトウェア
SILKYPIXのエンジンを組み込んだ製品には、自社製品だけではなく、他のメーカーからも出されている。ただし、カメラメーカーは自社の現像アルゴリズムを市川ソフトラボラトリーに対して公開していないため、撮って出し画像やカメラ内現像とは同じにはならない。
- デイジーコラージュ（市川ソフトラボラトリー）
- PENTAX PHOTO Laboratory 3/PENTAX PHOTO Browser 3（ペンタックス）
- PENTAX Digital Camera Utility 4（ペンタックス）
- Digital Photographer for Windows（アイフォー（現イーフロンティア））
- RAW FILE CONVERTER EX 2.0 powered by SILKYPIX （富士フイルム）
- SILKYPIX Developer Studio SE （パナソニック）
- Nikon Capture NX-D （ニコン）